# Западный увеа
За́падный уве́а (самоназвание Fagauvea) — один из полинезийских языков, распространён на острове Увеа наряду с иааи, южноокеанийским языком. Этот язык давно взаимодействует с иааи и испытывает на себе его влияние. Так, например, в него были добавлены 4 гласных звука и структура слога усложнилась, возможны согласные в конце.
Название «западный увеа» или «западноувеанский» (англ. west uvean) распространено в англоязычных странах. Оно является переводом самоназвания, которое, тем не менее, без изменений используется во французском языке.
Западный увеа — единственный полинезийский язык, использующий пятеричную систему счисления. Вероятно, носители языка первоначально пользовались десятичной системой, но перешли на пятеричную под влиянием соседнего народа лааи. Для чисел от 11 до 20 существует два обозначения, второй вариант архаичный. Слово «tupu» означает «сумма», «teanua» в «tahi a teanua» означает «человеческое тело», «nea» в «tahi enea» означает «человек». Сейчас носители языка чаще используют обозначение чисел из французского или иааи, чем собственно из западного увеа.